# Rondel (fortifikacija)
Rondel je močna topniška utrdba z zaobljenim ali krožnim tlorisom podobne višine kot sosednje obzidje. Kadar je utrdba precej večja od obzidja, se imenuje baterijski stolp.

## Oblika
Zasnova rondele je ogromna v primerjavi z normalnim obrambnim stolpom, saj je omogočila uvajanje težkega topništva. Rondele so bile zgrajene tako iz zemlje kot iz opeke. V kasnejšem obdobju so bili v utrdbah, posebno ob obzidjih in okopih zgrajeni obokani prostori kazemate. Tu so se pripravljali strelci na obrambo in tu so v trdnjavah v 17. in 18. stoletju hranili bojne zaloge.

## Zgodovina

### Pojav
Rondele so se pojavile v 15. stoletju, ko so se postopoma topovi razvili v učinkovito oblegovalno orožje. Rondele so najstarejše stalne topniške utrdbe. Njihov vrhunec je bil v 15. in začetku 16. stoletja. Zgodnji primeri artilerijskih rondel so v mestni utrdbi Tábor pred letom 1433 in gradu Sion okoli 1426-1427, vsekakor preden so bile spremenjene za obleganje leta 1437. Drugi zgodnji srednjeevropski primeri, ki so ohranjeni so rondele na gradu Sigmundskron blizu Bolzana (iz 1473), hesenški vodni grad Friedewald (iz 1476), sosednji Herzberg (iz 1477), Grad Haut-Kœnigsbourg iz 1479, Breuberg (okoli 1480), v Halle na Saali (iz 1484),  Burghausen ob Salzach (okoli 1488), grad Heidelberg (okoli 1490/1500) ali jugozahodna rondela gradu Marburg (1522-1523) in v obliki Fulda rondele pred gradom Kassel (1523).

### Propad
Tako kot bastijon v obliki podkve, ima rondel tako imenovano slepo pego, zaradi česar je ranljiva. Poleg tega je imela zgoraj malo prostora za težek top. Tudi kazemate so lahko hranile le nekaj topov, ker so ustvarili veliko dima, ki se je le počasi razpršil. Rondel je bila stopnja v razvoju poznih srednjeveških utrdb in ni izpolnjevala zahtev obrambnih del zgodnjega novega veka. Tudi gradnja velikih in debelih sten rondela, kot so tiste v Munotu v Schaffhausenu, zgrajena od 1563 do 1585, so nezadosten odziv na tehnologijo časa.
Zaradi svojih slabosti je bil rondel v 16. stoletju marsikje zamenjana z več kotnim bastijonom petkrakega tlorisa, ki je temeljil na italijanskih izkušnjah. Kljub prednosti večkotnega bastijona, so bile različne evropske trdnjave še naprej zaščitene z rondeli še nekaj časa v 17. stoletju, kar je delno posledica visokih stroškov gradnje trdnjave. Poleg strokovnega znanja o oblikovanju bastijona se je ta v mnogih delih Evrope širil zelo počasi.

### Kasnejše oblikovanje in ponoven pojav
Desetletja po iznajdbi večkotnega bastijona, so bili rondeli zgrajeni zdaj bolj pogosto v kombinaciji z zemeljskim materialom ali kamnom in kombinacijo topniškega obzidja, kot del stalne glavne obrambne črte, ki je nudila večjo zaščito pred topniškim obstreljevanjem.
Primeri novejšega tipa rondelov in povezave topniškega obzidja je na zahodni strani gradu Heidelberg (iz c. 1526), širitev mestnih utrdb Celle (okoli 1530) (niso ohranjene), šest rondel za majno mesto Pfalzel an der Mosel (od 1532), štirje artilerijski stolpi v Solothurnu (iz 1534), trije rondeli v Sparrenburg nad Bielefeldom (iz 1535) in rondel pri Württembergu za trdnjavo Hohentwiel (iz 1538). Tudi cesarsko mesto Nürnberg je med letoma 1527 in 1550 zgradilo več manjših rondel ter med 1556 in 1559 štiri pomembne okrogle stolpe ob glavnih vratih, kot topniške ploščadi, prav tako pa tudi cesarsko mesto Rothenburg ob der Tauber leta 1572. Veliko trdnjav sestavljajo izključno medsebojno povezani rondeli, na primer grad Deal na južni obali Anglije, katerega gradnja se je začela leta 1539. V poznem 18. in 19. stoletju so se rondele vrnile v modo zaradi sprememb v vojaške tehnologije.

### Primer Plassenburg
Na trdnjavi Plassenburg v Kulmbachu obstajata dva osupljiva rondela. En je visok, notranji, zgrajen v veliko večjem zunanjem rondelu. Ta konstrukcija je ena izmed največjih ohranjenih v Nemčiji. Notranji in zunanji tvorita dve strelni ploščadi, kar je pomenilo, da bi lahko povzročali močno obstreljevanje iz štirih baterij. Trdnjavo s svojimi rondeli je uporabljala vojska do napoleonskih vojn leta 1806. Dva rondela na zahodu trdnjave sta bila obnovljena, potem ko je bil kraj leta 1554 uničen v drugi vojni mejnih grofov, čeprav so bili v tem času že nadomeščeni z bastijoni. Pozneje, med 1557 in 1607, je bilo dodanih še več bastijonov.

## Galerija
- Rondela v gradu Eisenhardt
- grad Deal
- grad Walmer
- grad Camber
- Bivalno-obrambni grad trdnjave Silberberg(1)
- Bivalno-obrambni grad trdnjave Silberberg(2)
- Bivalno-obrambni grad trdnjave Silberberg(3)